# Lernaeenicus hemiramphi
Lernaeenicus hemiramphi är en kräftdjursart som beskrevs av Gnanamuthu 1953. Lernaeenicus hemiramphi ingår i släktet Lernaeenicus och familjen Pennellidae. Inga underarter finns listade i Catalogue of Life.